# Magach

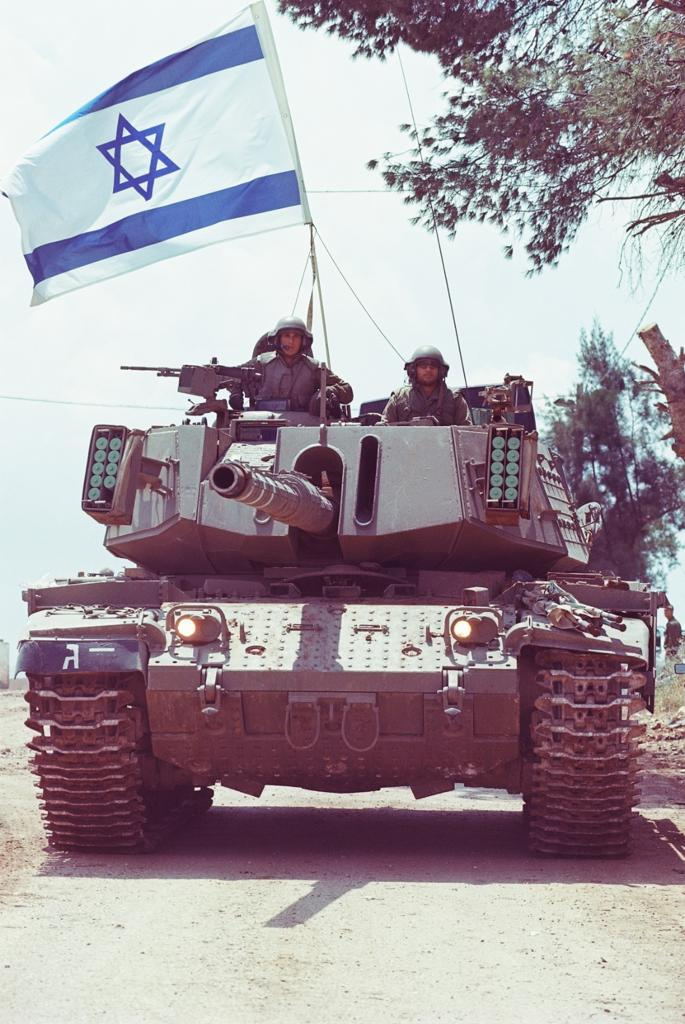
Un Magach 7A déployé dans le cadre de l'opération Rempart, en 2002.

Le Magach est le nom donné par le général Avraham "Bren" Adan à la série des chars Patton employés par l'armée israélienne. Magach signifie « bélier » en hébreu.

## M48 Patton

### Magach 1
Appellation donnée aux chars M48A1.

### Magach 2
Appellation donnée aux chars M48A2C.

### Magach 3

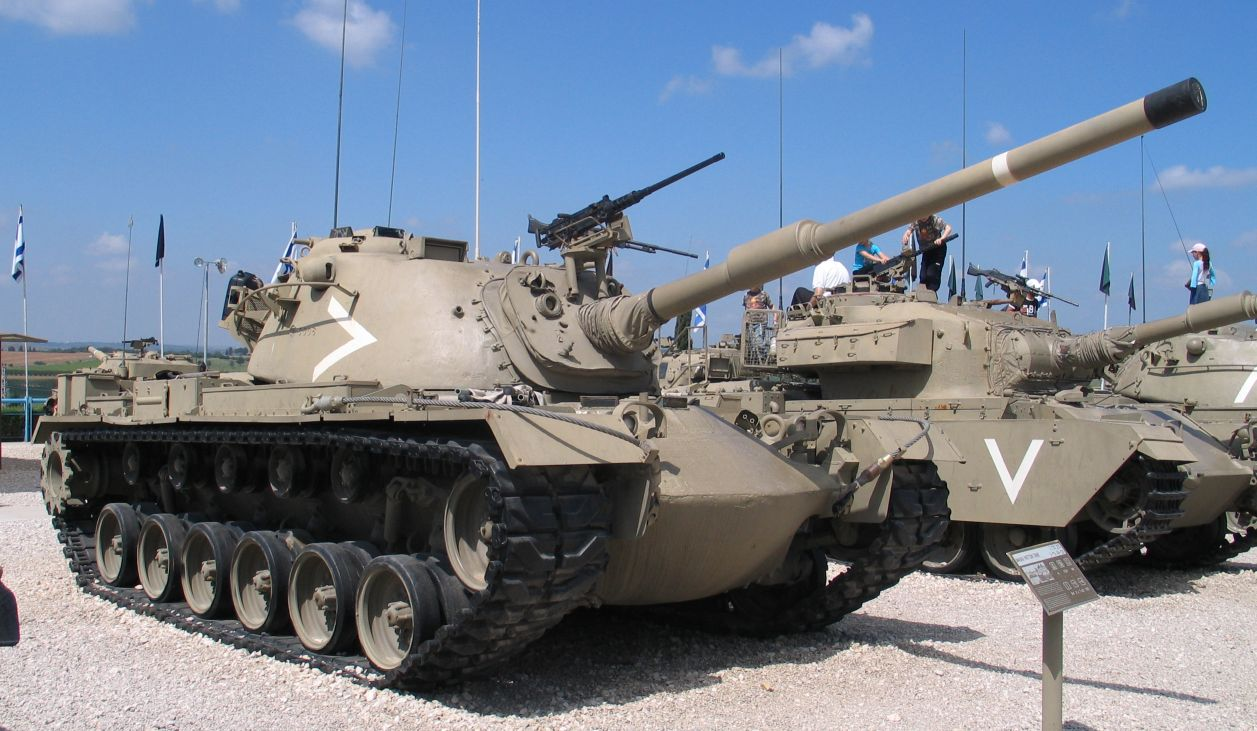
Un Magach 3 au musée des blindés de Latroun.

Appellation donnée aux chars M48A3. Ces chars possèdent tous les chenilles T97 et furent tous équipés du blindage réactif explosif Blazer à partir de la fin des années 1970. En 1984, les Magach 3 reçurent un nouveau panier, plus grand, monté à l'arrière de la tourelle. Tout les Magach 3 ont été ré-armés avec le canon M68 de 105 mm.

### Magach 5
Appellation donnée aux cent M48A5 américains légués à Israël à la fin des années 1970. Ils furent équipé d'un nouveau tourelleau Urdan de conception locale, plus compact que l'ancien tourelleau M1 américain. Ces chars possèdent le moteur V12 Diesel Teledyne Continental AVDS-1790-2C qui possède un alternateur de 600 ampères, des radiateurs d'huile plus grand et une pompe à injection améliorée. À la fin des années 1970, ils reçoivent un surblindage sous la forme de tuiles de blindage réactif explosif Blazer. Les Magach 5 connurent leur baptême du feu lors de l'intervention militaire israélienne au Liban de 1982.

## M60 Patton

### Magach 6
Appellation donnée aux chars M60 américains livrés à Israël durant la guerre d'usure israélo-arabe. Les Magach 6 furent très rapidement déployés dans le Sinaï et participèrent en 1973 à la guerre du Kippour. Après le conflit, les Magach 6 furent équipé du tourelleau Urdan, plus compact que le tourelleau M19 américain.
- Magach 6A « Aleph » : appellation israélienne des M60A1 donné par le gouvernement américain peu de temps avant le début de la guerre du Kippour.
- Magach 6B « Bet » : appellation israélienne des Magach 6 et Magach 6A modernisés entre 1980 et 1981 au standard du M60A1 RISE. Il s'agit également de l'appellation des M60A1 RISE reçus à la fin des années 1970 dans le cadre de l'accord d'Harold Brown passé en mars 1978. Ces chars possèdent les chenilles T142 à semelles en caoutchouc amovibles et le moteur AVDS-1790-2C. Une fois en service dans l'armée israélienne, ces chars reçurent également une mitrailleuse de 7,62 mm supplémentaire, un mortier de 60 mm et des tuiles de blindage réactif explosif Blazer.

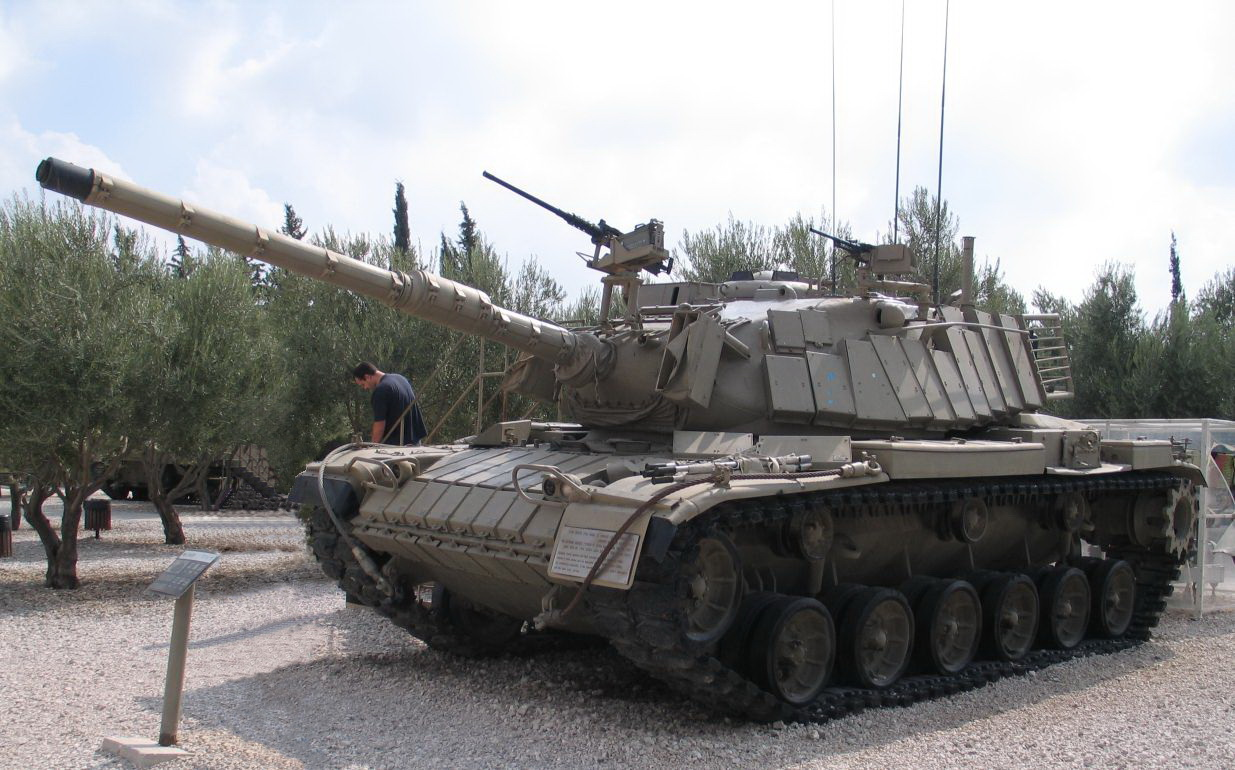
Un Magach 6B Gal au musée des blindés de Latroun.

- Magach 6B « Gal » : Magach 6B équipé d'un viseur Elbit/EL-OP Gal (Matador) intégrant un télémètre laser. Entré en service après l'intervention militaire israélienne au Liban de 1982, il est identifiable par la niche blindée installée devant le tourelleau du chef de char, son vaste panier de rangement à l'arrière de sa tourelle, sa sonde aérologique montée à l'arrière gauche du toit de sa tourelle et son manchon anti-arcure qui recouvre son canon.
- Magach 6B « Gal Batash » : Magach 6B Gal dont les tuiles de blindage réactif explosif Blazer ont été démontées pour être remplacées, à partir de 1995, par un blindage composite. Équipé également d'une plaque de blindage ventral et du moteur de 908 ch AVDS-1790-6A du Merkava Mk. 1, le Gal Batash a participé activement dans les combats à Gaza et en Samarie.
- Magach 6C « Gimel » : M60A3 TTS américain donné par le gouvernement américain à la fin des années 1970  dans le cadre de l'accord d'Harold Brown de 1978. Le M60A3 TTS à l'avantage de posséder un viseur incorporant un télémètre laser et une caméra thermique ainsi qu'une conduite de tir automatisée fonctionnant à l'aide d'un ordinateur numérique XM21. Ces chars furent livrés avec les galets de roulement du M48, intégralement en acier, plus adaptés au terrain rocailleux du Moyen-Orient. Après avoir reçu un blindage réactif explosif Blazer, les Magach 6C Gimel participèrent à l'intervention militaire israélienne au Liban de 1982 avant d'être envoyés dans les unités de réserve.
- Magach 6R  « Reish » : Magach 6A équipé d'un système de stabilisation Honeywell permettant le tir en marche. Il possède un moteur AVDS-1790-2AG qui possède un alternateur plus puissant. Les couronnes de barbotin ont été modifiée pour accepter des chenilles tout en acier similaire à celles du char Merkava Mk. 1. Après la guerre du Kippour, les Magach 6R reçurent deux batteries de lance-pots fumigènes, montés à l'avant de la tourelle, une mitrailleuse de 7,62 mm montée devant la trappe du chargeur ainsi qu' un mortier de 60 mm qui fut ajouté sur le flanc droit de la tourelle, à la hauteur du tourelleau du chef de char. Les caissons en aluminium abritant les filtres à air furent remplacés par des modèles en acier. À partir de la fin des années 1970, le Magach 6R reçoit des tuiles de blindage réactif explosif Blazer. Les Magach 6R participent à l'intervention militaire israélienne au Liban de 1982.
- Magach 6R  « Kochav » : 100 Magach 6R préparés pour recevoir la conduite de tir automatisée Nachal-Oz.
- Magach 6M  « Mem » : Magach 6R équipé de la conduite de tir automatisée Nachal-Oz. Il est identifiable par sa sonde aérologique montée à l'arrière gauche du toit de sa tourelle et son manchon anti-arcure qui recouvre son canon, il identique à celui des Merkava Mk. 1 et Mk. 2. La modernisation des Magach 6R au standard 6M s'acheva en 1984.
- Magach 6M  « Tadach » : 28 Magach 6M équipés d'une lame de bulldozer M9 de fabrication américaine.

### Magach 7

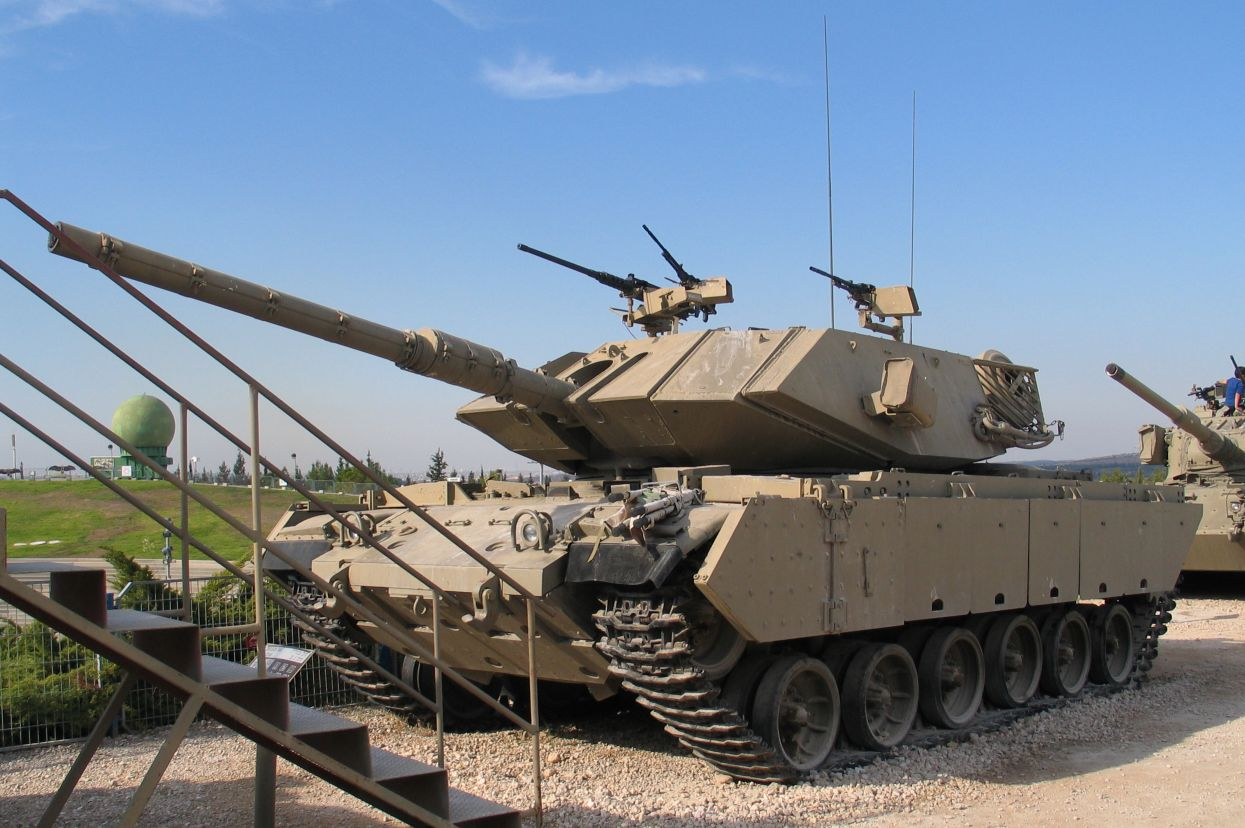
Un Magach 7C exposé dans un musée.

Le Magach 7 se distingue du Magach 6 par son surblindage composite qui recouvre son glacis et sa tourelle, lui donnant une forme rectangulaire. Les jupes latérales sont également remplacées par des pré-blindages composites.
- Magach 7A  « Aleph » : modèle original entré en service en 1990, il est équipé d'un moteur de 750 ch.
- Magach 7B  « Bet » : modèle intérimaire produit à quelques exemplaires[2].
- Magach 7C  « Gimel » : Magach 7 équipé, à partir de 1995, du moteur AVDS-1790-6A du Merkava Mk. 1 possédant une puissance de 908 ch. La forme des caissons abritant le blindage composite a été revue afin d'améliorer la visibilité du chef de char aux abords directs de l'engin.